# آل علي بن عمر (مكيراس)

تعديل مصدري - تعديل

ال علي بن عمر هي إحدى قرى عزلة مكيراس بمديرية مكيراس التابعة لمحافظة البيضاء، بلغ تعداد سكانها 188 نسمة حسب تعداد اليمن لعام 2004.